# Ersan Gülüm
Ersan Adem Gülüm (Carlton, 17 mei 1987) is een Turkse oud-voetballer die bij voorkeur als centrale verdediger speelde.

## Clubcarrière
Gülüm groeide op in Meadow Heights, een voorstad van Melbourne. In 2005 kwam hij in Turkije terecht bij Manisaspor. Daar kwam hij niet veel aan spelen toe, waarna hij naar Elazığspor trok. Daar haalde Adanaspor hem reeds na één seizoen weg. In juli 2011 werd hij voor twee miljoen euro verkocht aan Beşiktaş JK, nadat hij eerst een jaar voor de club op uitleenbasis speelde. Bij Beşiktaş had Gülüm in zijn eerste jaren (2010–2014) een rol als invaller en reservespeler; in het seizoen 2014/15 stond hij in de meeste competitiewedstrijden in het basiselftal. Gülum kwam in 27 duels in de Süper Lig in actie, waarvan 26 met een basisplaats. In februari 2016 ging hij voor het Chinese Hebei China Fortune spelen.

## Interlandcarrière
Gülüm debuteerde op 10 september 2013 in het Turks voetbalelftal in een WK-kwalificatiewedstrijd tegen Roemenië (0–2 winst). Hij viel in de blessuretijd in voor Umut Bulut.